# Viehle
Viehle (niederdeutsch Viehl) ist ein Dorf im Ortsteil Sumte der Gemeinde Amt Neuhaus in Niedersachsen.

## Geographie
Der Ort liegt vier Kilometer südöstlich von Bleckede am gegenüberliegenden Ufer der Elbe im Biosphärenreservat Niedersächsische Elbtalaue.

## Geschichte
Für das Jahr 1848 wird angegeben, dass Viehle 13 Wohngebäude hatte, in denen 105 Einwohner lebten. Zu der Zeit war der Ort nach Barskamp eingepfarrt; die Schule befand sich im Ort. Am 1. Dezember 1910 hatte Viehle im Kreis Bleckede 71 Einwohner. Im Rahmen der Gebietsänderungen im Bezirk Schwerin wurde Viehle am 1. Januar 1974 nach Sumte eingemeindet. Nach der deutschen Wiedervereinigung wechselte der Ort am 30. Juni 1993 aus Mecklenburg-Vorpommern nach Niedersachsen in den Landkreis Lüneburg. Am 1. Oktober 1993 wurde Sumte mit Viehle in die Gemeinde Amt Neuhaus eingemeindet.